# Thairé
Thairé là một xã trong tỉnh Charente-Maritime trong vùng Nouvelle-Aquitaine tây nam nước Pháp. Xã này nằm ở khu vực có độ cao trung bình mét trên mực nước biển. Đại Tây Dương nằm ở phía tây.

## Lịch sử dân số
| Năm  | Dân số | Mật độ | Phần trăm của tổng |
| ---- | ------ | ------ | ------------------ |
| 1962 | 769    | -      | -                  |
| 1968 | 774    | -      | -                  |
| 1975 | 724    | -      | -                  |
| 1982 | 886    | -      | -                  |
| 1990 | 951    | -      | -                  |
| 1999 | 1053   | 31/km² | 7.83%              |